# Redford (Texas)
Redford es un lugar designado por el censo ubicado en el condado de Presidio en el estado estadounidense de Texas. En el Censo de 2010 tenía una población de 90 habitantes y una densidad poblacional de 4,67 personas por km².

## Geografía
Redford se encuentra ubicado en las coordenadas 29°26′2″N 104°10′38″O / 29.43389, -104.17722. Según la Oficina del Censo de los Estados Unidos, Redford tiene una superficie total de 19.26 km², de la cual 19.24 km² corresponden a tierra firme y (0.12%) 0.02 km² es agua.

## Demografía
Según el censo de 2010, había 90 personas residiendo en Redford. La densidad de población era de 4,67 hab./km². De los 90 habitantes, Redford estaba compuesto por el 76.67% blancos, el 0% eran afroamericanos, el 10% eran amerindios, el 0% eran asiáticos, el 0% eran isleños del Pacífico, el 7.78% eran de otras razas y el 5.56% pertenecían a dos o más razas. Del total de la población el 90% eran hispanos o latinos de cualquier raza.